# Boston Marathon 1917
De Boston Marathon 1917 werd gelopen op donderdag 19 april 1917. Het was de 21e editie van deze marathon. De Amerikaan William Kennedy finishte als eerste in 2:28.37,2.
Evenals in voorgaande jaren was het parcours, ten opzichte van de sinds de Olympische Spelen van 1908 gevestigde opvatting dat de marathon een lengte van 42,195 km hoorde te hebben, te kort. Het was namelijk nog steeds tussen de 37 en 38,8 km lang.

## Uitslag
| rang   | naam               | land | tijd      |
| ------ | ------------------ | ---- | --------- |
| Goud   | William Kennedy    | USA  | 2:28.37,2 |
| Zilver | Sidney Hatch       | USA  | 2:30.19,2 |
| Brons  | Clarence DeMar     | USA  | 2:31.05   |
| 4      | Hannes Kolehmainen | FIN  | 2:31.58   |
| 5      | Charles Mellor     | USA  | 2:36.20   |
| 6      | Hans Schuster      | SWE  | 2:37.28   |
| 7      | Carl Linder        | USA  | 2:38.38   |
| 8      | Mike Lynch         | USA  | 2:40.06,2 |
| 9      | Prescot Dean       | USA  | 2:44.28   |
| 10     | Leroy David        | USA  | 2:44.28   |

1897 ·
1898 ·
1899 ·
1900 ·
1901 ·
1902 ·
1903 ·
1904 ·
1905 ·
1906 ·
1907 ·
1908 ·
1909 ·
1910 ·
1911 ·
1912 ·
1913 ·
1914 ·
1915 ·
1916 ·
1917 ·
1918 ·
1919 ·
1920 ·
1921 ·
1922 ·
1923 ·
1924 ·
1925 ·
1926 ·
1927 ·
1928 ·
1929 ·
1930 ·
1931 ·
1932 ·
1933 ·
1934 ·
1935 ·
1936 ·
1937 ·
1938 ·
1939 ·
1940 ·
1941 ·
1942 ·
1943 ·
1944 ·
1945 ·
1946 ·
1947 ·
1948 ·
1949 ·
1950 ·
1951 ·
1952 ·
1953 ·
1954 ·
1955 ·
1956 ·
1957 ·
1958 ·
1959 ·
1960 ·
1961 ·
1962 ·
1963 ·
1964 ·
1965 ·
1966 ·
1967 ·
1968 ·
1969 ·
1970 ·
1971 ·
1972 ·
1973 ·
1974 ·
1975 ·
1976 ·
1977 ·
1978 ·
1979 ·
1980 ·
1981 ·
1982 ·
1983 ·
1984 ·
1985 ·
1986 ·
1987 ·
1988 ·
1989 ·
1990 ·
1991 ·
1992 ·
1993 ·
1994 ·
1995 ·
1996 ·
1997 ·
1998 ·
1999 ·
2000 ·
2001 ·
2002 ·
2003 ·
2004 ·
2005 ·
2006 ·
2007 ·
2008 ·
2009 ·
2010 ·
2011 ·
2012 ·
2013 ·
2014 ·
2015 ·
2016 ·
2017 ·
2018 ·
2019 ·
2020 ·
2021 ·
2022